# Azab

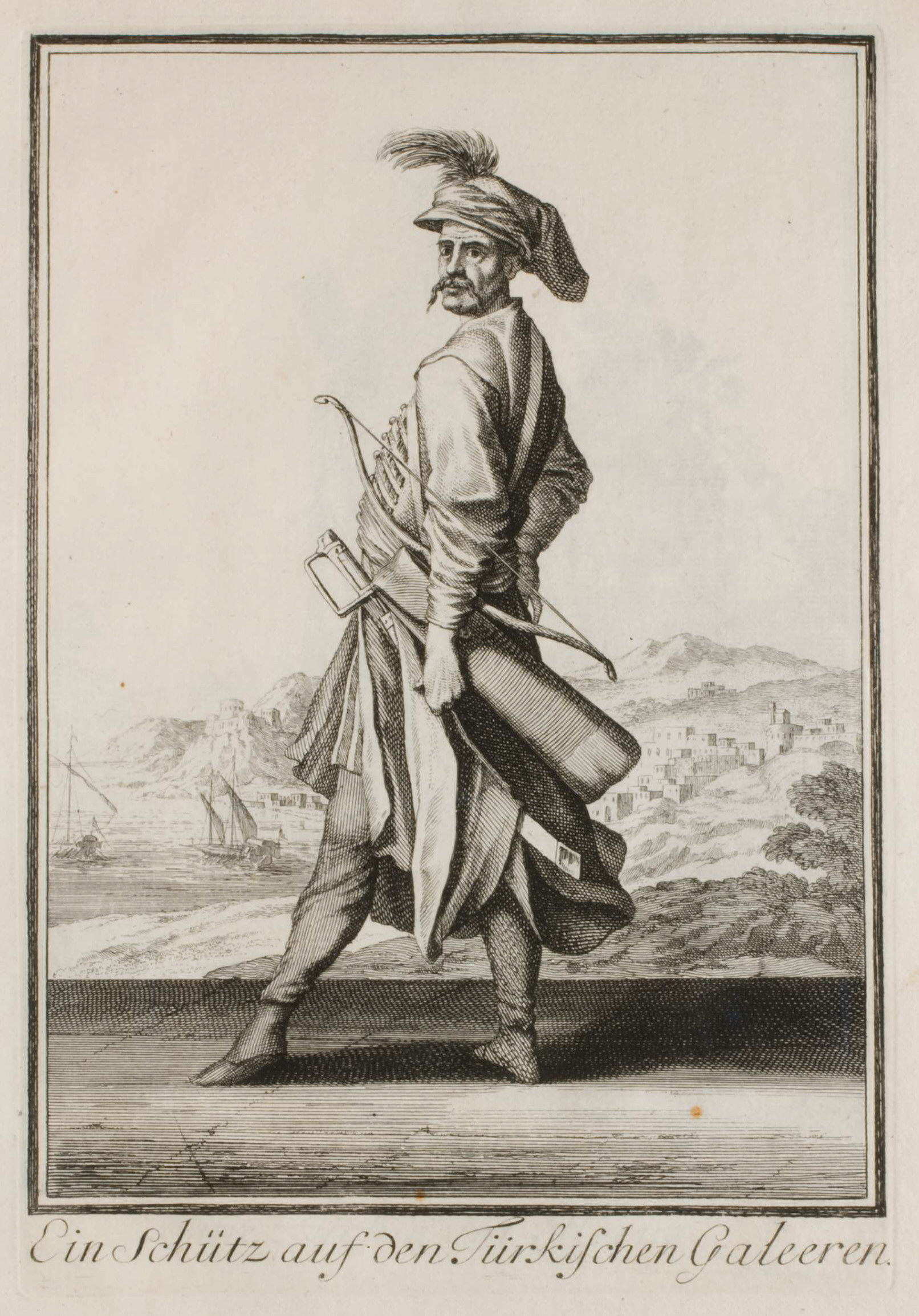
Azab w 1703 roku

Azab, również azap (arab. - "wolnego stanu, nieżonaty") – w Turcji osmańskiej rodzaj piechoty na żołdzie sandżakbejów i bejlerbejów. Dowódca tej formacji w obrębie jednego ejaletu nosił tytuł agi azabów (azapów).

## Krótki opis tej jednostki wojskowej
Krótka charakterystyka:
"Sezonowa piechota, azapowie, składała się z rzemieślników i wieśniaków. Jej utrzymanie opłacali mieszkańcy kraju z podatku proporcjonalnego do dochodów. Pieszych traktowano jak mięso armatnie: kiedy dochodzi do potyczki - skomentował cynicznie pewien Włoch - wysyła się ich naprzód jak świnie, bez żadnej litości, toteż ginie ich bez liku".
oraz:
"Sułtan ustawił w centrum, wokół siebie, janczarów-łuczników w białych czapkach, tureckich i europejskich kuszników, muszkieterów i kanonierów. Azapowie w czerwonych czapkach zostali rozmieszczeni po prawej i po lewej stronie, a z tyłu dołączyła do nich jazda".